# Cultura d'Estònia

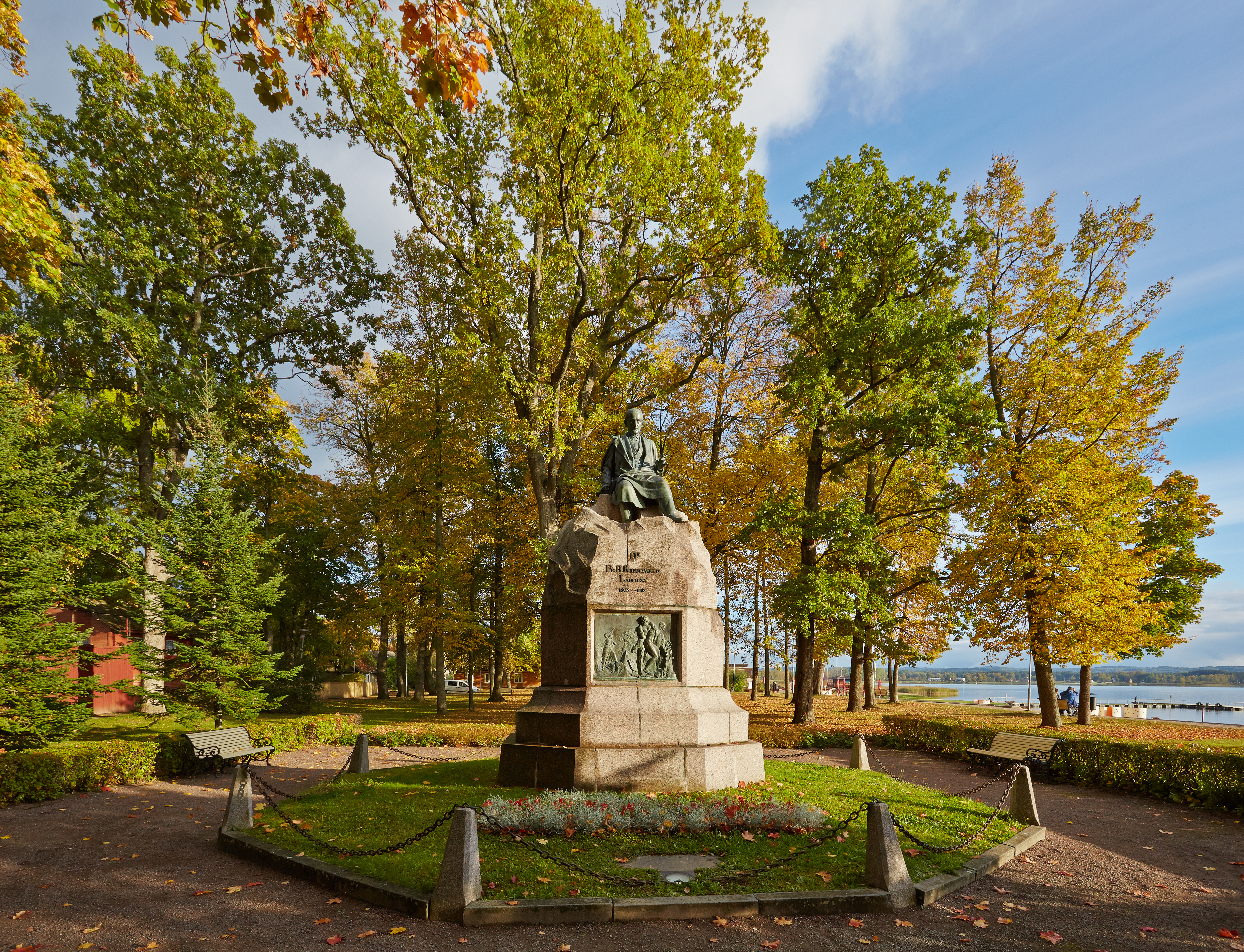
Friedrich Reinhold Kreutzwald monument a Võru

La cultura d'Estònia combina un patrimoni indígena, representat per la llengua nacional finlandesa del país, l'estonià, amb aspectes culturals nòrdics i alemanys. Al llarg dels segles, la cultura de l'Estònia moderna ha estat molt influenciada per la del món de parla germànica. A causa de la seva història i geografia, la cultura d'Estònia també ha estat influenciada per les tradicions dels alemanys i escandinaus bàltics, així com dels pobles bàltics, eslaus i finlandesos veïns.
L'abolició de l'esclavitud i la compra gratuïta de granges que va començar a la dècada de 1860 va donar als estonians l'oportunitat de progrés econòmic i cultural. La població d'Estònia va créixer. Amb el suport de les idees de nacionalisme i romanticisme nacional que s'estenen a Europa, va començar un despertar nacional i va començar la formació de la nació estoniana, una cultura nacional independent i una intel·lectualitat nacional. Un important centre cultural va ser Tartu i la seva universitat. Els patriotes nacionals intel·lectuals van animar els estonians a participar en la vida pública i van definir les demandes legals i culturals de la nació emergent. Els líders del moviment consideraven l'establiment d'una alta cultura europea en la seva pròpia llengua com la garantia més important de la supervivència ètnica i el desenvolupament nacional dels estonians.
Prominents cultivadors de la cultura nacional van ser el pastor Jakob Hurt, Mihkel Veske, l'escriptor Friedrich Kuhlbars i altres escriptors i professors d'escola estonians. Es va compilar l'èpica nacional estoniana Kalevipoeg. El 1857, el primer diari permanent en llengua estoniana, Perno Postimees, va començar a publicar-se (publicat per Johann Voldemar Jannsen). Jannsen va adoptar el terme estonià com a nom propi en lloc dels anteriors pobles rurals. Es va fundar un cor cantant i tocant, i el 1869 va tenir lloc el Primer Festival General de la Cançó, al qual van assistir 1.000 cantants-intèrprets i 12.000 espectadors (una tradició que continua fins als nostres dies té un paper central en l'afirmació de la consciència nacional d'Estònia). A la dècada de 1870, noves figures es van incorporar al moviment nacional, les més destacades de les quals van ser Carl Robert Jakobson, Juhan Kurrik i diversos altres. Van començar a recollir folklore i antiguitats materials, a través de les col·leccions de les quals encara podem entreveure la cultura camperola dels segles XVIII-XIX. A finals del segle XIX, però, hi va haver un canvi significatiu en la societat tradicional del poble i la cultura popular, la roba popular va quedar en desús, i els habitatges graner van ser substituïts per cases amb xemeneies, terres de taulons i grans finestrals.
A la literatura estoniana i l'art estonià durant el Renaixement estonià, va prevaldre una tendència romàntica nacional basada en les idees de la Il·lustració i la idealització de la societat antiga. Els poemes i les cançons patriòtiques glorificaven la bellesa de la natura estoniana i expressaven un amor ardent per la seva terra natal. Es va construir una antiga cosmovisió estonia basada en el folklore dels finlandesos, un poble tribal que es va prendre com a model cada cop més conscientment, i es van crear una sèrie de llegendes artificials sobre l'aparició i les activitats dels nombrosos personatges mitològics que hi pertanyien.

## Arts

### Literatura

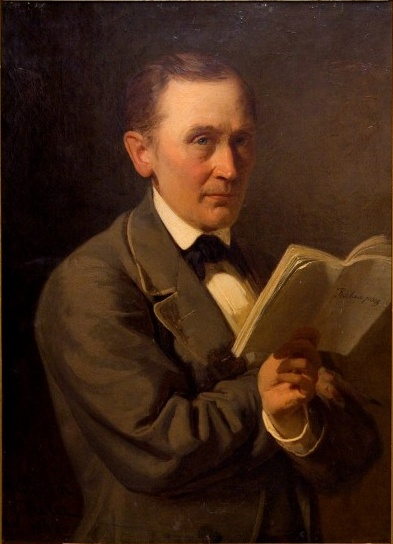
Friedrich Reinhold Kreutzwald, llegint el seu manuscrit de l’èpica nacional estonia Kalevipoeg, pintura de l'artista estonià Johann Köler (1864).

Tot i que es podria dir que la tradició de crear llibres en llengua estoniana existia des de la publicació del Catecisme Wanradt-Koell el 1535, es van escriure poques obres notables de literatura no eclesiàstica fins a principis del segle xix, que va veure l'inici d'un moviment nacional romàntic estonià. Això va impulsar Friedrich Robert Faehlmann a recopilar poesia popular estònia, i Friedrich Reinhold Kreutzwald a organitzar-la i publicar-la com a Kalevipoeg, l'èpica nacional estoniana.
La primera publicació periòdica en estonià va ser Lühhike öppetus (1766–1767). El primer diari en llengua estonia Tarto maa rahva Näddali-Leht es va publicar el 1806.

L'era del despertar nacional estonià a partir de la dècada de 1850 va veure un ràpid augment del nombre de poetes i novel·listes que escrivien en estonià, en particular Lydia Koidula.

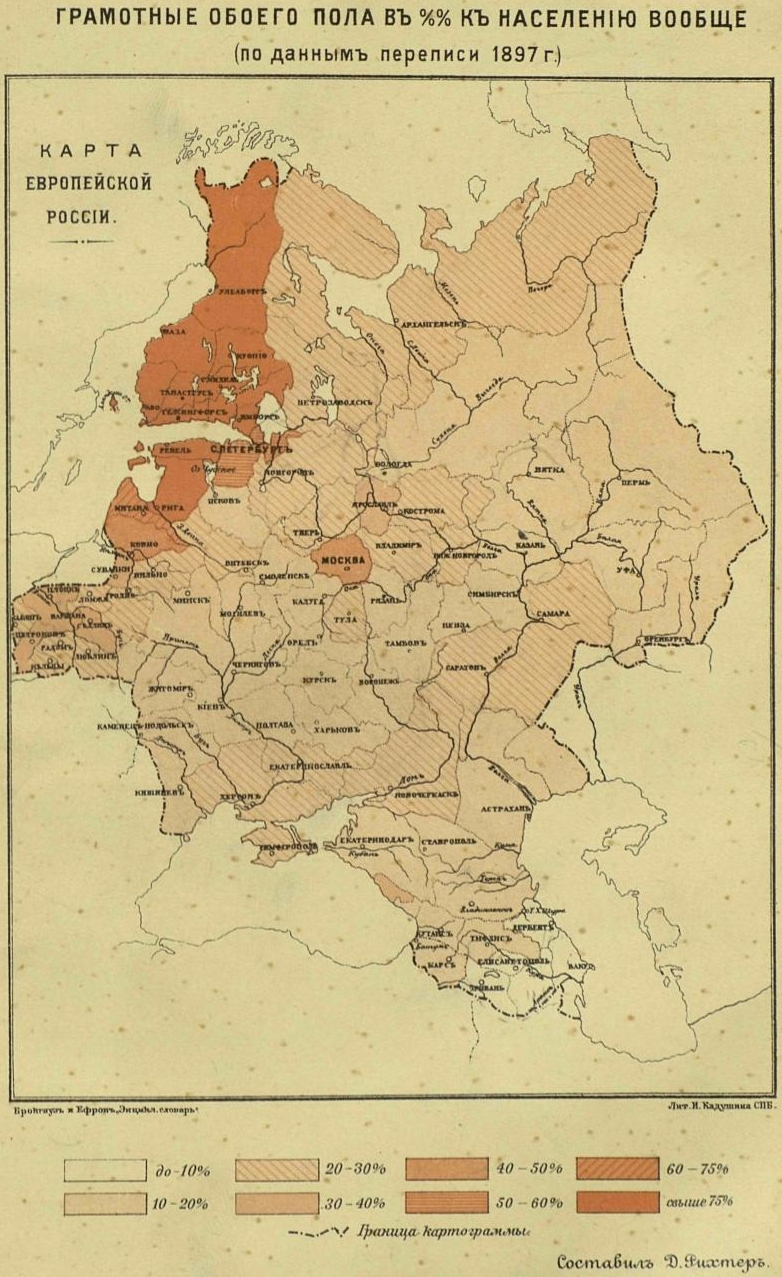
Els sistemes educatius públics fundats durant el govern suec anterior van fer d'Estònia i Finlàndia les dues zones més alfabetitzades de l'Imperi Rus (mapa de dades d'alfabetització del cens de 1897)

Després que Estònia es va independitzar el 1918, hi va haver un moviment d'escriptors modernistes, els més famosos AH Tammsaare i Karl Ristikivi. La invasió soviètica d'Estònia durant la Segona Guerra Mundial va provocar una repressió de la llibertat d'expressió, d'opinió i de la cultura en general. L'època soviètica es va caracteritzar per una gran circulació de llibres i el seu preu barat, però un nombre força reduït de títols diferents. Després de la fi del domini soviètic el 1991, la literatura a l'Estònia moderna es troba en un estat saludable, amb les històries de detectius en particular gaudint d'un auge de popularitat.
Segons un estudi del 2018, Estònia lidera el món en propietat de llibres, de mitjana els estonians tenen 218 llibres per casa i el 35% posseeix 350 llibres o més.

### Música

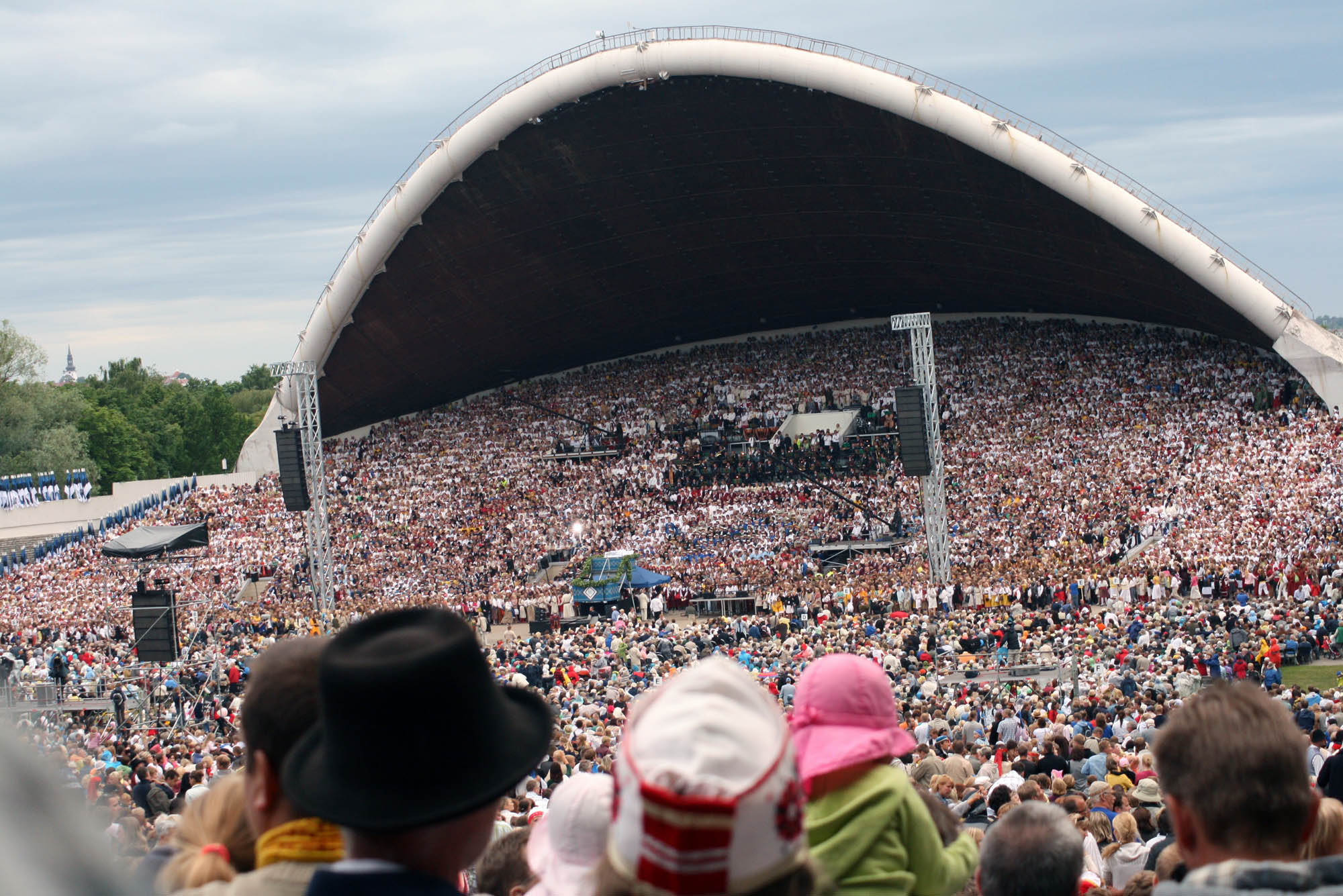
Un moment abans de l'obertura del 25è Festival de la Cançó d'Estònia (2009) al recinte del Festival de la Cançó de Tallinn.

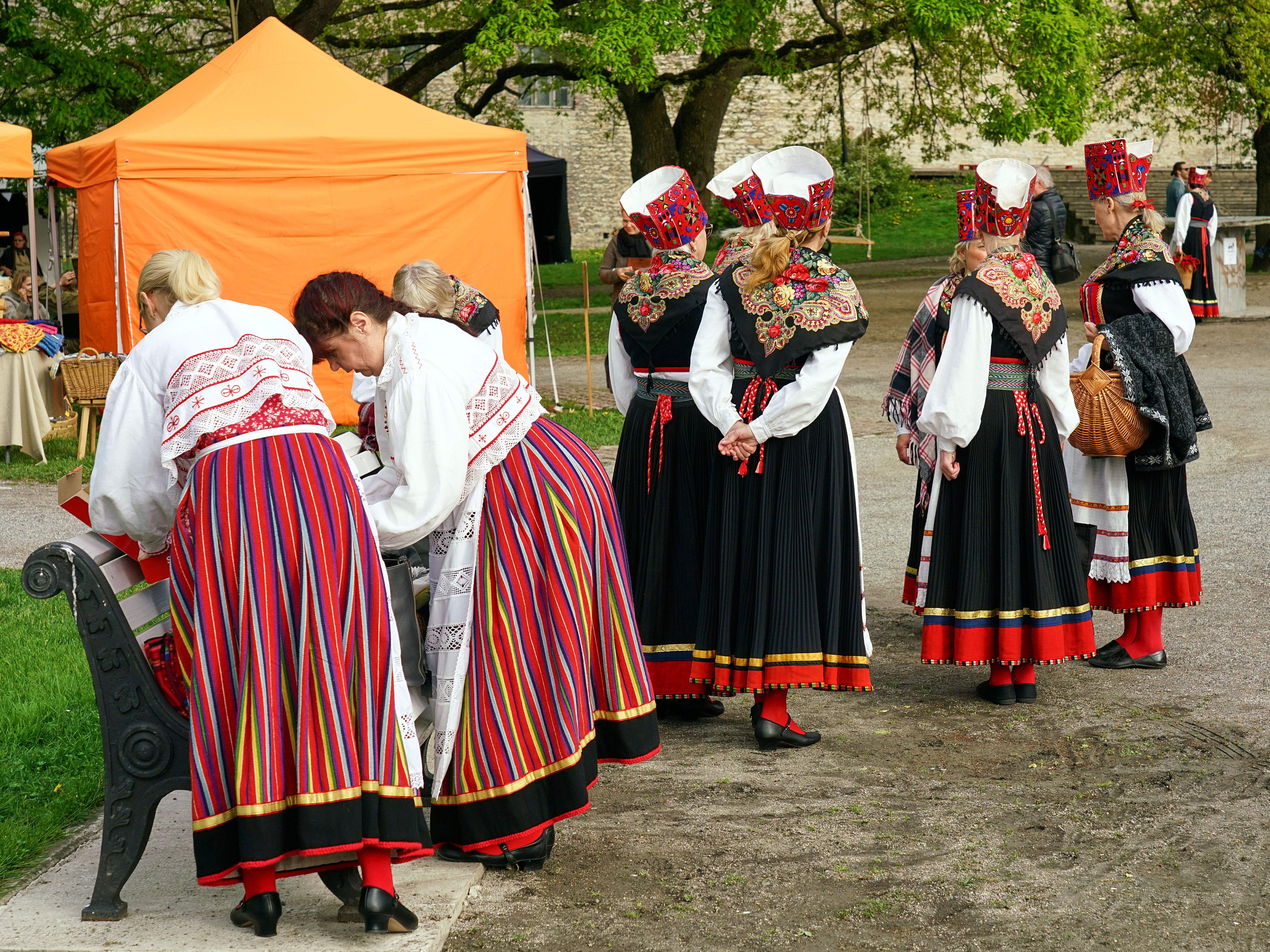
Intèrprets de música popular d'Estònia vestits amb vestits populars festius del segle XIX

La menció més antiga del cant i la dansa estonià es remunta a la Gesta Danorum de Saxo Grammaticus (c. 1179). Saxo parla dels guerrers estonians que cantaven a la nit mentre esperaven una batalla èpica.
El Festival de la Cançó d'Estònia, que se celebra cada cinc anys des de 1869, és ara un dels esdeveniments corals més grans del món i una obra mestra del patrimoni oral i immaterial de la humanitat. El cor conjunt del festival de la cançó ha format més de 30.000 cantants actuant davant d'un públic de 80.000 persones.
Estònia avui és molt respectada per la seva musicalitat, amb l'educació de qualitat dels músics clàssics que ha produït una gran proporció de directors i cantants de classe mundial. La música d'art d'Estònia va passar a l'avantguarda com a part del moviment romàntic nacional.
El grup de rock indie folk Ewert i The Two Dragons es troben entre les bandes estonianes més conegudes, havent tingut èxit a Europa i signant amb Warner Bros. Records i guanyant l'European Border Breakers Award el 2012. La banda de noies Vanilla Ninja també va ser una de les bandes estonianes més conegudes abans de la seva pausa. A més, artistes com Hortus Musicus, Kerli, Vaiko Eplik & Eliit, Iiris, NOËP, Miljardid i Trad. Atac! han guanyat popularitat fora d'Estònia.

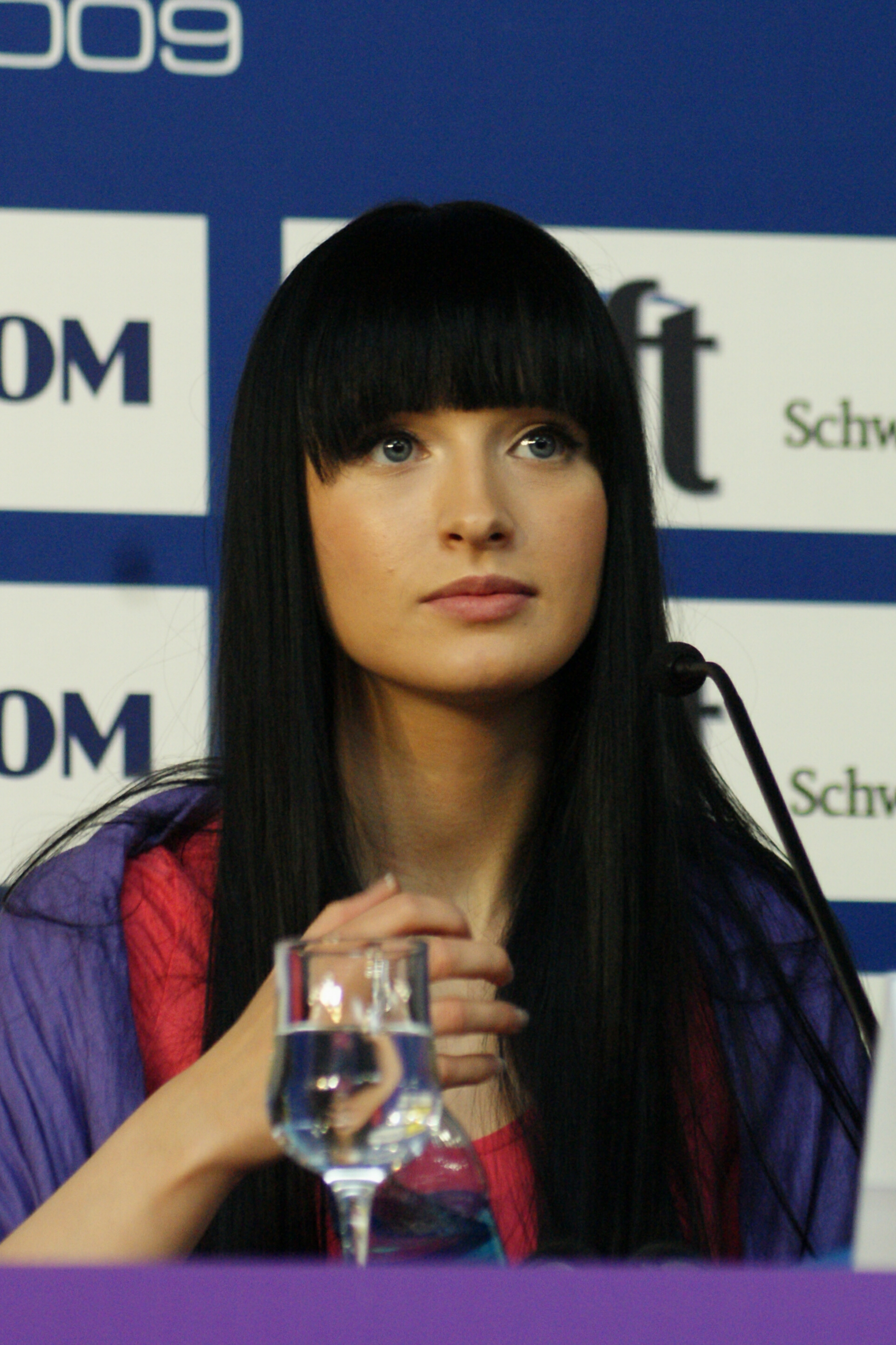
Sandra Nurmsalu, Urban Symphony
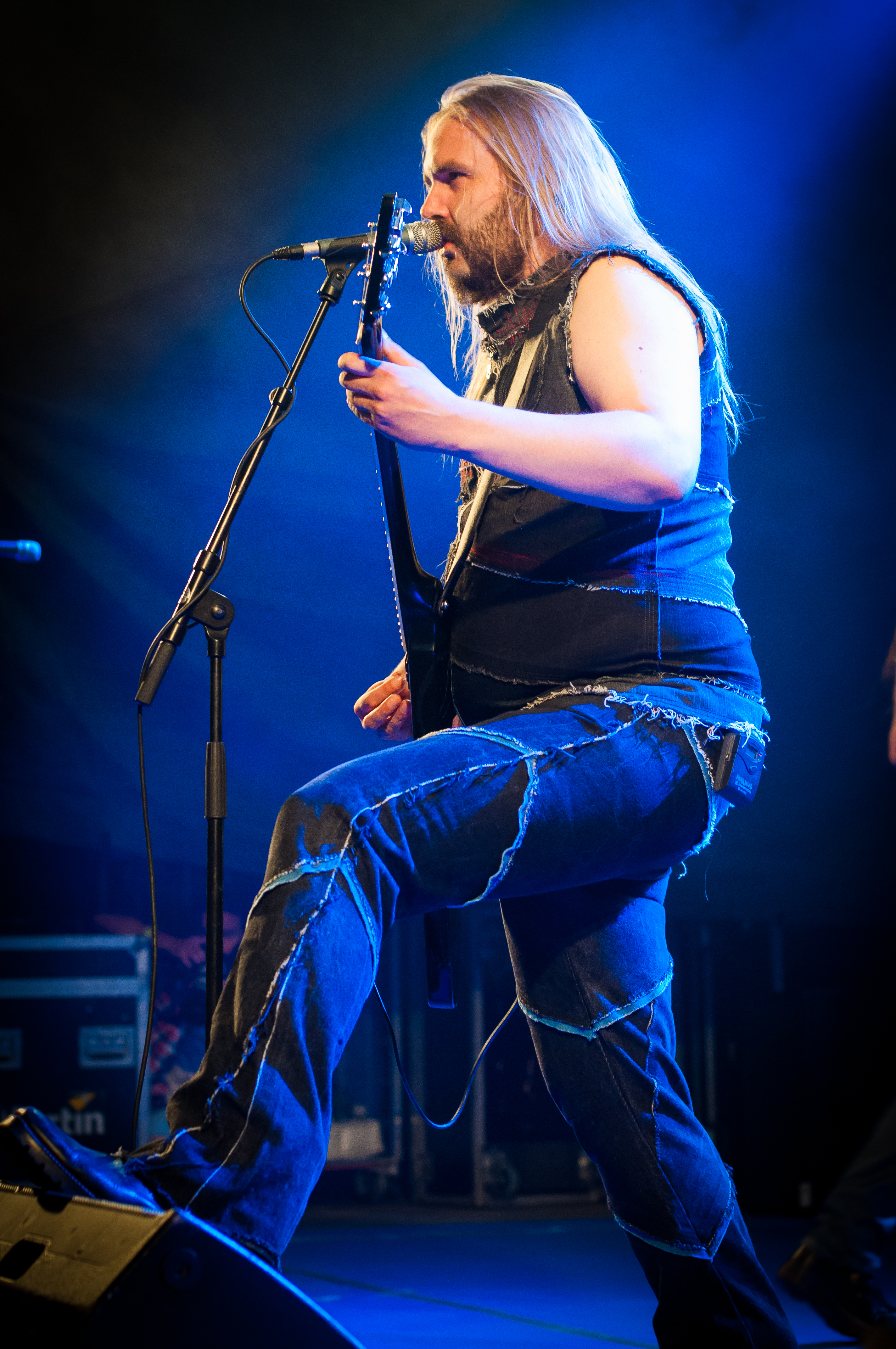
Markus Teeäär, Metsatöll
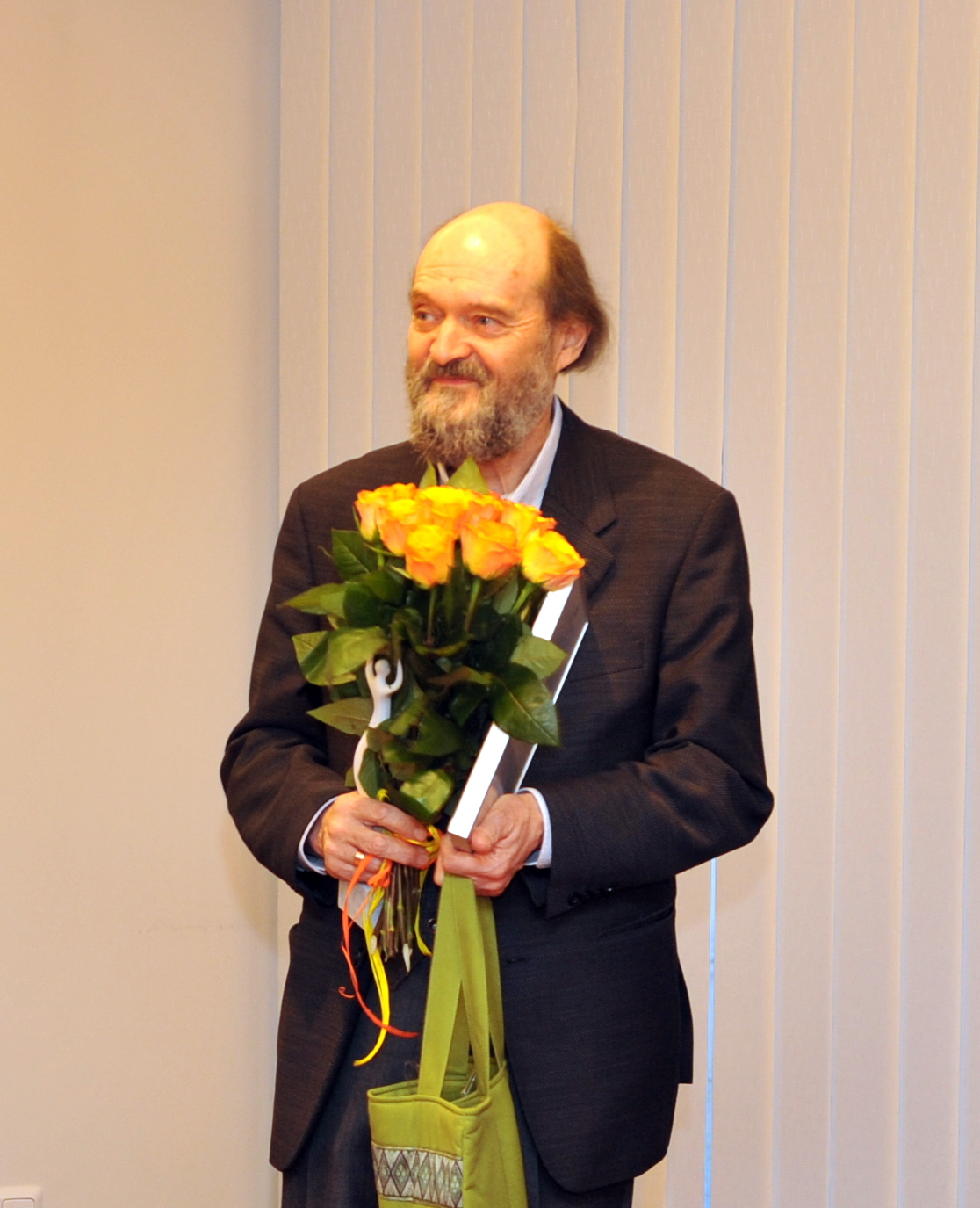
Arvo Pärt
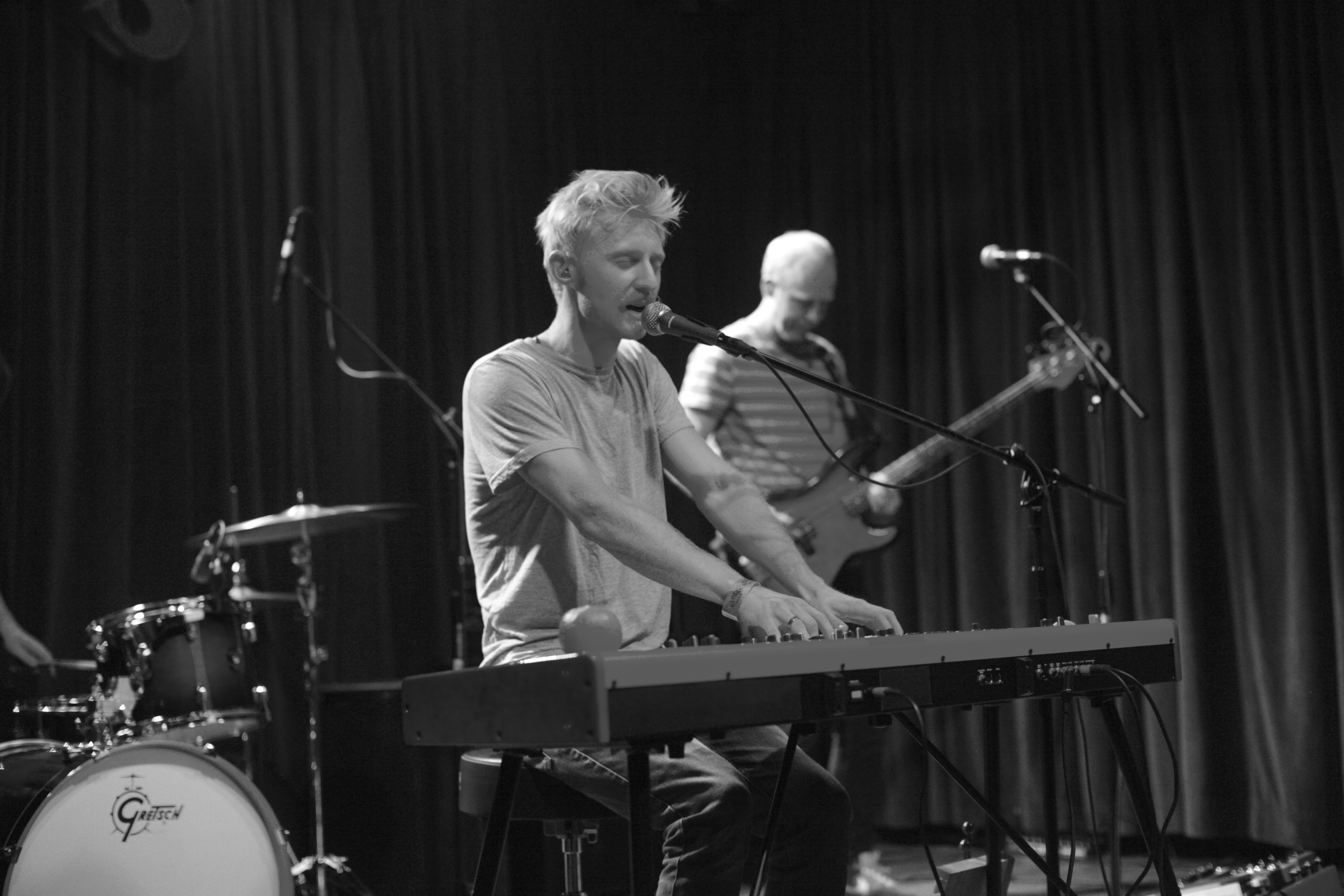
Ewert and the Two Dragons
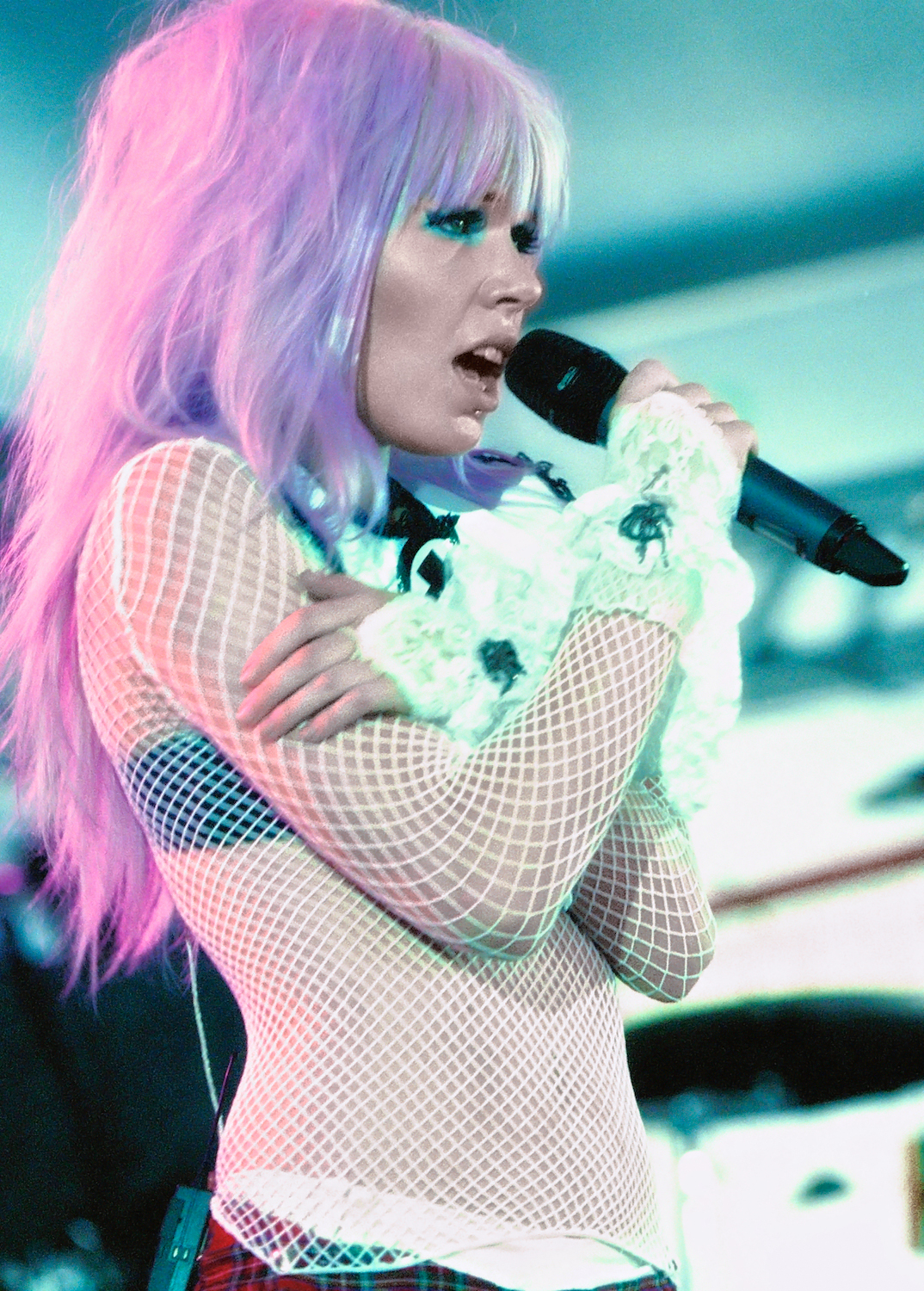
Kerli

### Arts visuals
El Museu d'Art d'Estònia és el principal museu nacional d'arts visuals i té una gran col·lecció d'art estonià en exposició permanent. Va ser fundada el 17 de novembre de 1919, però no va ser fins al 1921 que va aconseguir el seu primer edifici permanent: el Palau Kadriorg, construït al segle xviii. Avui el palau s'utilitza per mostrar art estranger mentre que un nou museu construït específicament acull la branca principal del museu, anomenada Kumu.
Alguns dels pintors estonians més famosos inclouen Eric-Adamson, Johann Köler, Ants Laikmaa, Paul Raud, Evald Okas, Kristjan Raud i Konrad Mägi.

### Teatre
El Teatre d'Estònia es remunta al 1784, quan August von Kotzebue va fundar una companyia de teatre amateur a Tallinn. La majoria de les obres de l'època eren comèdies per a la diversió de la noblesa alemanya del Bàltic local. El 1809 es va establir una companyia de teatre professional amb un edifici propi a Tallinn. El repertori era majoritàriament en alemany, però també es representaven obres en estonià i rus.
Després de segles de servitud en què la població nativa d'Estònia havia caigut des de la croada de Livònia, la servitud va ser finalment abolida a Estònia el 1816. La primera societat musical nativa d'Estònia, Vanemuine es va establir el 1865. El cosí de Saaremaa de Lydia Koidula l'any 1870, posat en escena per la societat Vanemuine, marca el naixement del teatre nadiu d'Estònia.
La societat Vanemuine va estar encapçalada per August Wiera del 1878 al 1903. El 1906, es va aixecar un nou edifici per a la societat i Karl Menning es va convertir en director de la companyia de teatre. Es van posar en escena obres de teatre d'escriptors occidentals com Henrik Ibsen, Gerhart Hauptmann, el rus Maksim Gorki i els estonians August Kitzberg, Oskar Luts i Eduard Vilde.
El Teatre Estònia és un teatre d'òpera i una sala de concerts a Tallinn, Estònia. Va ser construït com un esforç nacional liderat per la societat estoniana el 1913 i es va obrir al públic el 24 d'agost. En aquell moment, era l'edifici més gran de Tallinn.
El 2004 hi havia 20 teatres a Estònia. El 46% de la població urbana i el 40% de la població rural van visitar els teatres el 2009.

### Cinema i difusió
La indústria cinematogràfica a Estònia va començar el 1896, quan es van projectar les primeres pel·lícules en moviment a Tallinn. La primera sala de cinema es va obrir el 1908. El primer documental local es va fer l'any 1908 amb la producció d'un telenotícies sobre la visita del rei suec Gustau V de Suècia a Tallinn. El primer documental estonià va ser creat per Johannes Pääsuke el 1912, seguit del curtmetratge Karujaht Pärnumaal (Caça de l'ós a Pärnumaa) el 1914.
El primer llargmetratge es va fer l'any 1924, Shadow of the Past dirigit per Konstantin Märska. Theodor Luts, Noored kotkad (Àguiles joves) (1927) es considera generalment la pedra angular del cinema estonià.
A la dècada del 1960, la història del príncep Gabriel, de l'escriptor estonià Eduard Bornhöhe, es va convertir en un guió de pel·lícula d’Arvo Valton. Grigori Kromanov va ser nomenat director de Viimne reliikvia ('L'última relíquia'), estrenada el 1969 per Tallinnfilm.
El 1997, el Ministeri de Cultura d'Estònia va fundar l’Estonian Film Foundation. L'any 2007 es van fer uns 10 llargmetratges a Estònia, en particular Sügisball (2007) de Veiko Õunpuu, rebent, entre altres premis, el millor director al Festival de Cinema de Tessalònica i el Festival Internacional de Cinema de Bratislava, i el Premi Horizons de Venècia a la 64a Mostra Internacional de Cinema de Venècia. Georg (2007), de Peeter Simm, és una pel·lícula sobre la vida del llegendari cantant estonià Georg Ots.
El director d'animació estonià amb més èxit ha estat Priit Pärn, guanyador del Gran Premi al Festival de Cinema Internacional d'Animació d'Ottawa el 1998, per Porgandite öö ('Nit de les pastanagues').
Eesti Televisioon o ETV és la televisió pública nacional d'Estònia. La seva primera emissió va ser el 19 de juliol de 1955, i va celebrar el seu 50è aniversari el 19 de juliol de 2005.

### Arquitectura
La història arquitectònica d'Estònia reflecteix principalment el seu desenvolupament contemporani al nord d'Europa. Cal esmentar especialment el conjunt arquitectònic que distingeix el nucli antic medieval de Tallinn, que està a la llista del Patrimoni Mundial de la UNESCO. A més, el país compta amb diversos forts singulars, més o menys conservats, que daten d'època precristiana, un gran nombre de castells i esglésies medievals encara intactes, mentre que el camp segueix configurat per la presència d'un gran nombre de cases pairals de segles anteriors.

## Educació

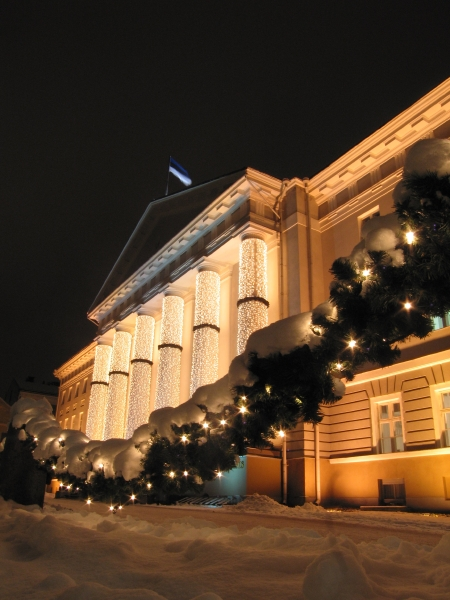
La Universitat de Tartu per Nadal.

La història de l'educació formal a Estònia es remunta als segles XIII al XIV, quan es van fundar les primeres escoles monàstiques i catedrals. El primer manual en llengua estoniana es va publicar el 1575. La universitat més antiga és la Universitat de Tartu, membre del Grup Coïmbra, que va ser establerta pel rei suec Gustau II Adolf el 1632. El 1919, els cursos universitaris es van impartir per primera vegada en llengua estoniana.
Avui dia, l'educació a Estònia es divideix en educació general, professional i educació per aficions. El sistema educatiu té quatre nivells, que inclouen l'educació infantil, bàsica, secundària i superior. S'ha establert una àmplia xarxa d'escoles i institucions educatives de suport. El sistema educatiu estonià està format per institucions educatives estatals i municipals, públiques i privades. Actualment a Estònia hi ha 589 escoles.
Bengt Gottfried Forselius (ca 1660–1688) va ser el fundador de l'educació pública a Estònia, autor del primer llibre ABC en llengua estonia i creador d'un sistema ortogràfic que va facilitar l'ensenyament i l'aprenentatge de l'estonià.

## Manera de viure

### Aspectes històrics
La zona de l'Estònia moderna ha estat històricament habitada per les mateixes persones que avui, majoritàriament parlants d’estonià, però algunes minories, com els russos, han immigrat més recentment. Encara que Estònia ha estat governada per diversos països diferents, durant molt de temps l'elit i la classe dirigent de la societat van ser els alemanys bàltics, especialment la noblesa de parla alemanya. Tot i que els alemanys bàltics gaudien d'una autonomia considerable sota l'estranger amb la llengua administrativa majoritàriament alemanya, la població indígena va conservar la seva llengua i cultura natives.
La formació d'una identitat cultural estoniana més definida en el sentit modern es va accelerar al segle xix, durant el període de romanticisme nacional i nacionalisme global a Europa. El suport dels estòfils de parla alemanya dels estrats superiors de la societat estoniana per a una identitat estoniana separada va conduir a l’era del despertar estonià.
Alguns aspectes pagans de la cultura, com les tradicions de narració de contes, han sobreviscut fins als temps moderns i, en general, són més populars al sud d'Estònia.

### Gent
Avui, la societat estoniana fomenta la igualtat i el liberalisme, amb el compromís popular amb els ideals de l'estat del benestar, descoratjant la disparitat de riquesa i la divisió en classes socials. L’ètica del treball protestant segueix sent un element bàsic cultural important, independentment del seu declivi durant l'era de la Unió Soviètica, i l'educació gratuïta és una institució molt apreciada.
L'ocupació tradicional dels estonians, com la majoria dels europeus, ha estat l'agricultura. Fins a la primera meitat del segle xx, Estònia era una societat agrària, però en els temps moderns, els estonians han adoptat cada cop més un estil de vida urbà. El 2013 la principal exportació de la segona ciutat més gran d'Estònia, Tartu, és el programari. No obstant això, molts estonians mantenen una afició per un estil de vida rural proper a la natura, i és un costum comú visitar una caseta d'estiu al camp durant les vacances.

### Estructura familiar
La vida familiar d'Estònia avui dia se centra en qualsevol cosa menys en la família nuclear. Els membres d'una família extensa solen viure separats, i els joves busquen la independència i normalment es muden de la residència dels seus pares cap als vint anys.
La taxa de divorcis s'aproxima al 60%. Estònia té un dels percentatges de pares solters més grans d'Europa. El percentatge mitjà de pares solters a Europa és del 13% (2009), mentre que a Estònia l'any 2000, el 19% de les famílies amb fills menors de 18 anys només tenien un progenitor. El 2006, el percentatge va baixar fins al 16%. La caiguda pot veure's afectada per la disminució general de la taxa de natalitat.
Les relacions entre persones del mateix sexe són legals a Estònia. La legislació que permet els matrimonis entre persones del mateix sexe va entrar en vigor el 2024.

### Festes, festes i tradicions

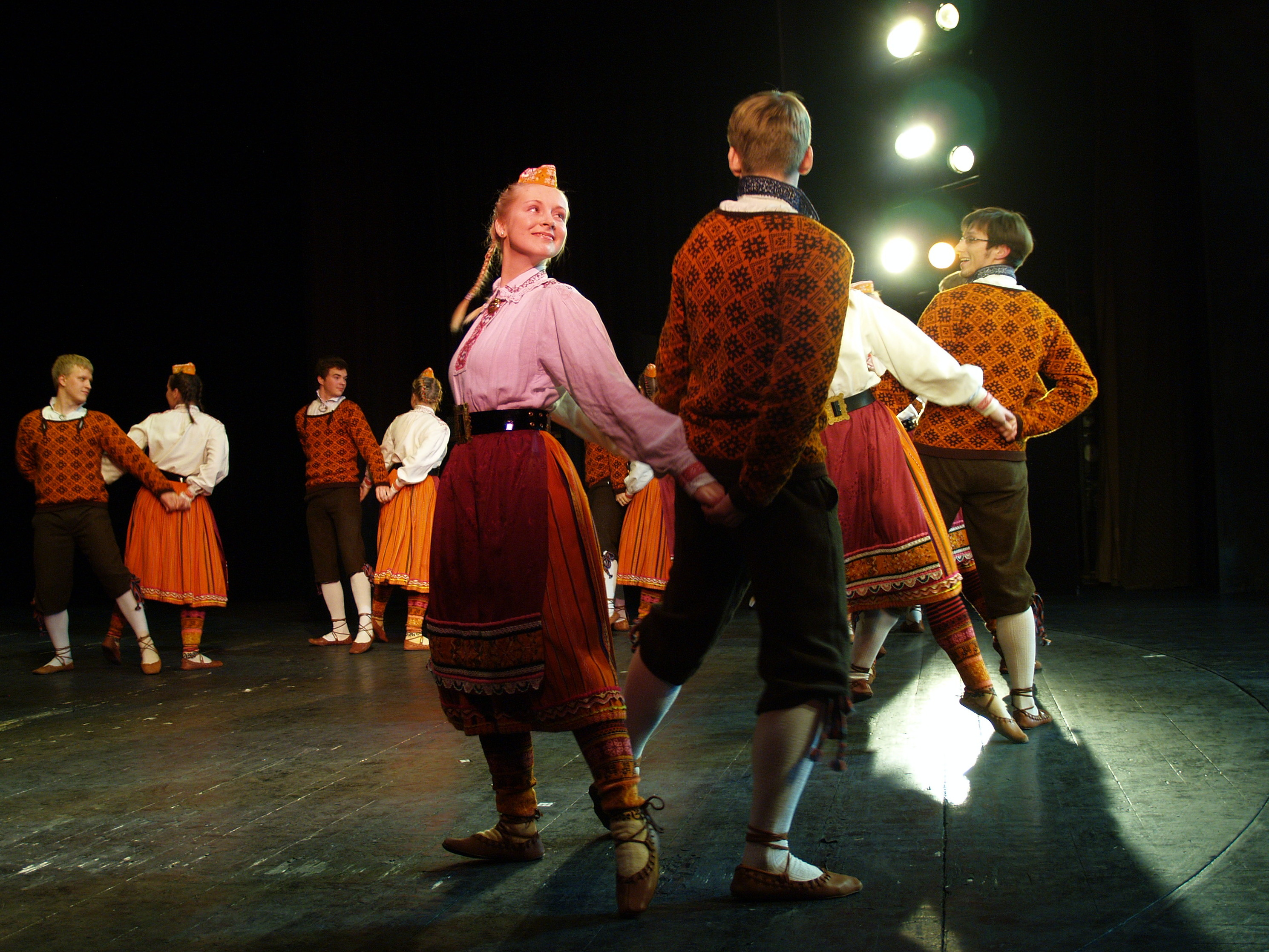
La dansa popular és força popular a Estònia. Ballarins del conjunt d'art popular de la Universitat de Tartu.

Les festes d'Estònia es basen principalment en el calendari cristià occidental i les tradicions protestants.
Entre aquestes cal destacar Jaanipäev, l'estiu estonià, que consisteix a buscar el camí cap a entorns no urbans, cremar grans fogueres (jaanituli) i participar en la gresca d'embriacs de jaaniõhtu.
Part de la tradició jaaniõhtu és que gairebé al matí, quan la foguera (jaanilõke) s'ha cremat i només les cendres brillen, un component del menjar tradicional estonià, les patates, s'excava a terra, just sota les cendres, a les restes de la foguera. Passades unes hores, quan les patates s'han cuinat sota les cendres brillants, les patates es desenterren, es pelen i es mengen, mentre encara estan calentes.
Les tradicions d'estiu també inclouen diferents versions de la màgia de maridatge, com ara recollir diversos tipus de flors i posar-les sota el coixí, després de la qual cosa s'ha de veure el futur cònjuge en els seus somnis. Una altra tradició relacionada amb el jaaniõhtu és la recerca d'errors anomenats jaaniuss.
El Nadal estonià, Jõulud, s'ajusta generalment a les tradicions del nord i centre d'Europa dels arbres de Nadal, calendaris d'advent i menjars tradicionals, que inclouen una sèrie de plats que normalment només es mengen el Nadal. El Nadal és la festa més extensa, apreciada i comercialitzada d'Estònia. Les Festes comencen a partir del 23 de desembre i continuen fins a la Nit de Nadal (24) i el dia de Nadal (25). A les escoles i en molts llocs de treball, les vacances continuen fins al dia de Cap d'Any.
El Dia de la Independència d'Estònia és el 24 de febrer i és una festa nacional.

### Menjar i beure

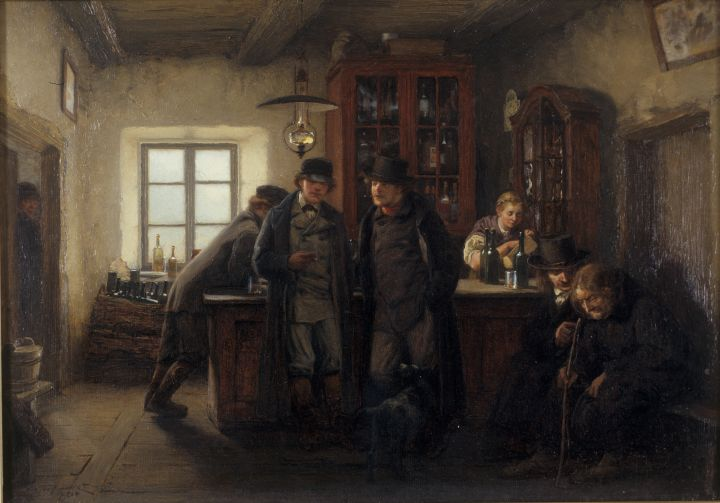
Agricultors estonians bevent (vodka) en una fonda, d’Oskar Hoffmann (pintor), 1899.

Històricament, la cuina d'Estònia ha estat un simple menjar camperol, que avui està influenciat per molts països, incloent-hi molts aliments típics internacionals. Els aliments més típics a Estònia són el pa negre, l'arengada, la carn de porc, les patates, la crema agra i altres productes derivats de la llet. Els mateixos estonians han considerat la botifarra (verivorst) i el xucrut (hapukapsas) també com a menjars típics d'Estònia, i aquests es mengen principalment durant el Nadal.

### Estònia com a país nòrdic
Tradicionalment, Estònia s'ha vist com una zona de rivalitat entre l'oest i l'est d'Europa a molts nivells. Un exemple d'aquest llegat geopolític és una combinació excepcional de múltiples tradicions cristianes reconegudes en l'àmbit nacional: el cristianisme occidental (l’Església Catòlica i l’Església Evangèlica Luterana Estònia) i el cristianisme oriental (l’Església Ortodoxa (l’Església Ortodoxa Apostòlica Estònia)). El simbolisme de la frontera o reunió de l'est i l'oest a Estònia estava ben il·lustrat al revers del bitllet de 5 corones. Com les cultures principals dels altres països nòrdics, es pot veure que la cultura estoniana es basa en realitats ambientals ascètiques i mitjans de vida tradicionals, un patrimoni d’un igualitarisme comparativament estès que sorgeix per raons pràctiques (llibertat de vagar i sufragi universal) i els ideals de proximitat a la natura i autosuficiència.
Molts estonians es consideren nòrdics més que bàltics. Com a grup ètnic, els estonians no són bàltics; la llengua estoniana està estretament relacionada amb la llengua finlandesa, més que amb les llengües bàltiques, i els estonians són un poble finès. La part nord d'Estònia va formar part de la Dinamarca medieval durant els segles XIII-XIV, essent venuda a l'Orde Teutònic després de l'aixecament nocturn de Sant Jordi el 1346. Es creu que el nom de la capital d'Estònia, Tallinn, deriva de l'estonià taani linn, que significa 'ciutat danesa' (vegeu Bandera de Dinamarca per a més detalls). Parts d'Estònia van tornar a estar sota domini danès als segles XVI-XVII, abans de ser transferides a Suècia el 1645. Estònia va formar part de l’Imperi Suec des del 1561 fins al 1721. L'era sueca es va conèixer col·loquialment a Estònia com el bon vell temps suec. El discurs de l'ambaixador suec, el Sr. Dag Hartelius el dia de la independència d'Estònia, el 24 de febrer de 2009, on va considerar Estònia un país nòrdic, va aplegar molta atenció al país i va ser considerat àmpliament com un gran compliment. A més, el ministre de Comerç Exterior de Finlàndia, Alexander Stubb, ha estat citat dient que Estònia és un país nòrdic distint.
A partir del segle XIV, parts de la costa nord-oest d'Estònia i les illes van ser colonitzades per suecs ètnics, que més tard es coneixien com els suecs d'Estònia. La majoria de la població sueca d'Estònia va fugir a Suècia el 1944, escapant de l'avanç de l'exèrcit soviètic.
Hi ha moltes paraules en finès i estonià que s'escriuen exactament igual i es pronuncien gairebé de la mateixa manera, però tenen significats totalment diferents. Molts acudits, inclosos els despectius, es basen en les diferències de significat de les paraules. Tots dos, finlandesos i estonians, solen tenir, crear i entendre aquestes bromes. Tanmateix, el finès i l'estonià són llengües prou diferents que no és possible que un parlant nadiu d'una de les llengües parli ni entengui prou l'altra llengua sense aprendre-les explícitament. Els finlandesos solen tenir dificultats per pronunciar la lletra estoniana õ i els estonians solen ser descoberts als finlandesos pel seu accent estonià. Per alguna raó, probablement a causa de la quantitat més gran de préstecs i expressions d'altres llengües, els estonians nadius, que no han après finès, tendeixen a comprendre i adquirir el finès més fàcilment que els finlandesos nadius comprenen l'estonià.